# Jean-Michel Nicollier

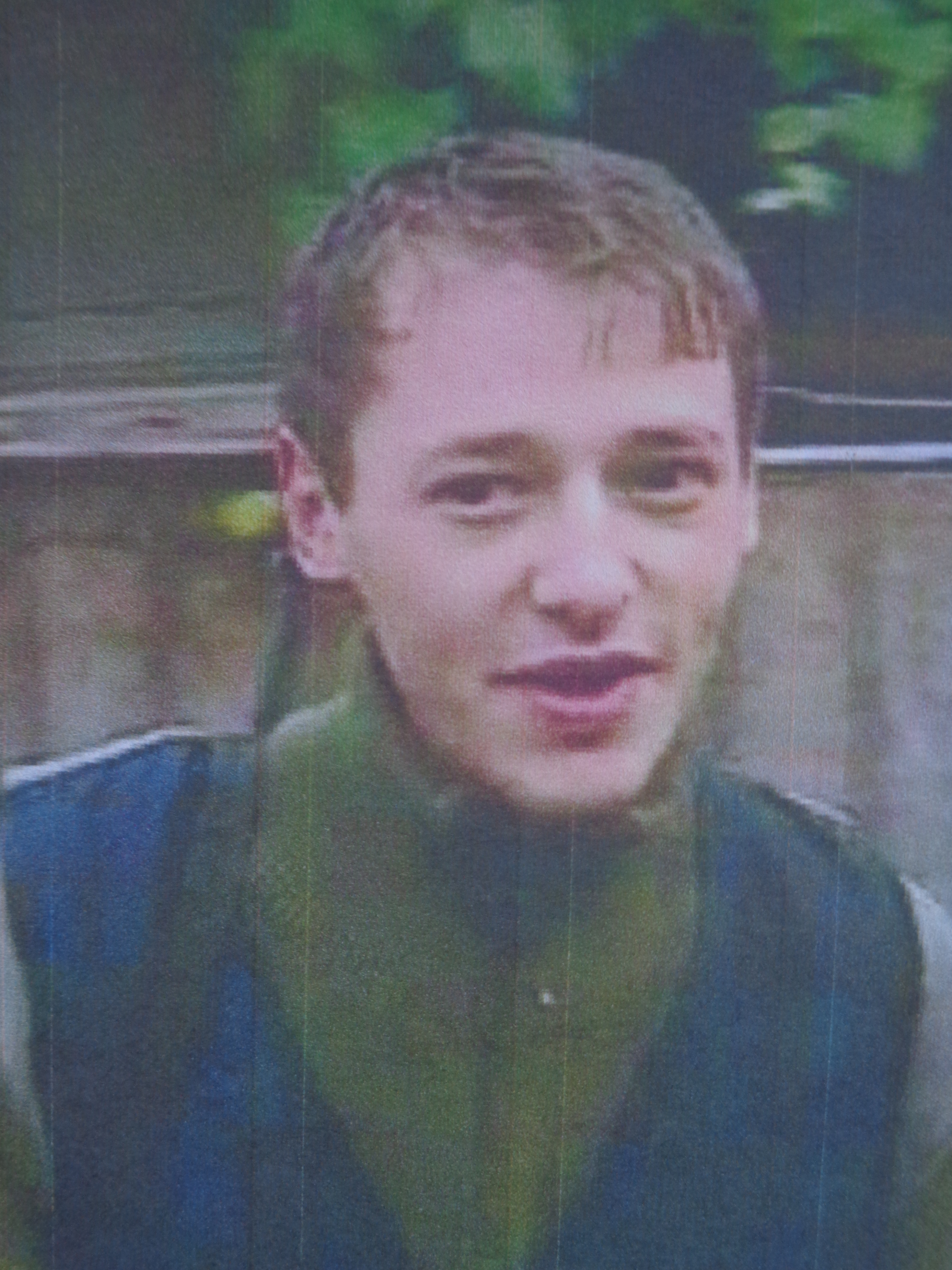
Jean-Michel Nicollier in Vukovar, Kroatien

Jean-Michel Nicollier, im Kroatischen meist Nicolier, (* 1. Juli 1966 in Vesoul, Frankreich; † 20. oder 21. November 1991 in Ovčara bei Vukovar, Kroatien) war ein französischer Freiwilliger der Kroatischen Verteidigungskräfte (HOS) während des Kroatienkrieges. Er wurde nach der Schlacht um Vukovar als Kriegsgefangener während des Krankenhausmassakers von serbischen Freischärlern qualvoll hingerichtet.

## Biografie
Nicollier wurde am 1. Juli 1966 im französischen Vesoul als zweitältester von drei Söhnen der Lyliane Fournier geboren. In Vesoul besuchte er die Grund- und Weiterführende Schule.
Als Nicollier durch das französische Fernsehen über den Krieg in Kroatien erfuhr, beschloss er, nach Kroatien zu reisen, um auf der kroatischen Seite zu kämpfen. Vor seiner Abreise sagte er zu seiner Mutter:

„Ich möchte diesen Menschen helfen, sie brauchen mich. Ich muss gehen, aber ich werde zurückkommen. Du weißt, ich bin wildes Gras, das nie verschwindet.“

Im Juli 1991 erreichte er mit der Bahn den Zagreber Hauptbahnhof. Kurz nach seiner Ankunft trat er den Freiwilligenkorps der Kroatischen Verteidigungskräften bei und wurde an der Front entlang des Flusses Kupa in der Banovina stationiert. Im September 1991 erreichte Nicolliers Einheit die Stadt Vukovar an der Donau. Er kämpfte in der Schlacht um Vukovar und wurde dabei innerhalb von drei Monaten zweimal verwundet. Wenige Stunden vor seiner Ermordung bezeichnete Nicollier das umkämpfte und zerstörte Vukovar in einem Interview mit der französischen Reporterin Agnès Vahramian als „Schlachthaus“. In dem vom französischen Fernsehen ausgestrahlten Interview sagte Nicollier weiter:

„Mir wurde mehrfach angeboten, die Stadt zu verlassen und nach Frankreich zurückzukehren, jedoch habe ich abgelehnt. Ich bin als Freiwilliger nach Vukovar gekommen. Das war meine Entscheidung, im Guten wie auch im Schlechten. Warum als Freiwilliger? Weil ich denke, dass sie Hilfe gebraucht haben.“

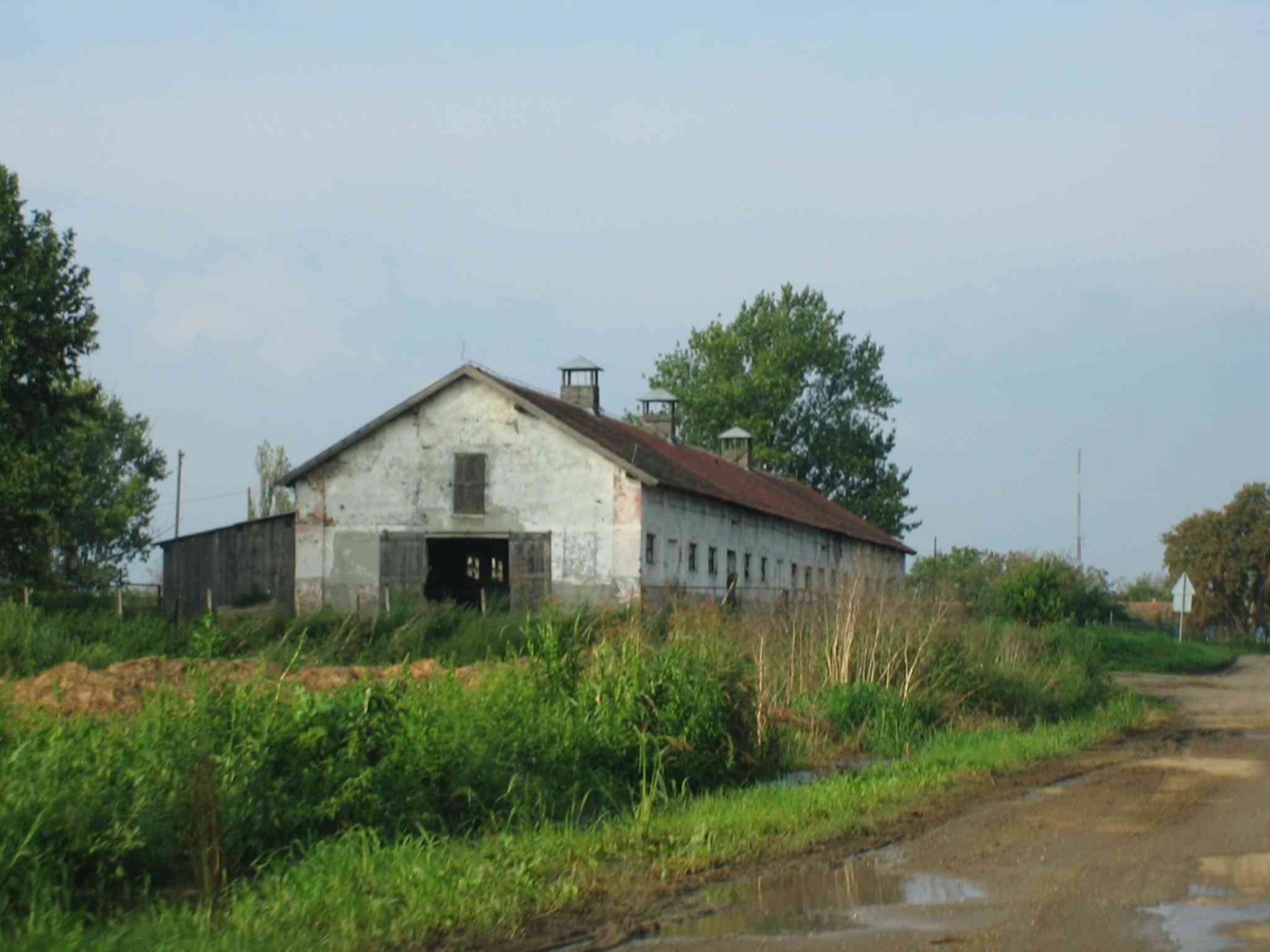
Die Ruinen der Ovčara – des Hinrichtungsortes von 200 Kranken und Verwundeten aus dem Krankenhaus Vukovar, darunter auch Jean-Michel Nicollier

Am 20. November 1991 wurde Nicollier zusammen mit 300 Patienten des Krankenhauses von Vukovar von serbischen Freischärlern auf das Gelände des ehemaligen landwirtschaftlichen Betriebes Ovčara verschleppt.
Während des Krankenhausmassakers in der Nacht vom 20. auf den 21. November 1991 soll nach kroatischen Quellen der verwundete Nicollier von einem Mann mit dem Spitznamen „Kemo“ aus einer der Hallen geführt und verprügelt worden sein. Nach späteren Zeugenaussagen soll dieser „Kemo“ mit einer Keule auf Nicollier eingeschlagen haben. Schließlich soll Nicollier zu dem 19-jährigen Spasoje Petković, Kampfname „Štuka“, gebracht worden sein, der ihn mittels Kopfschuss hingerichtet und ausgeplündert haben soll.
Petković erwähnte sein Opfer Nicollier schon 1991 in einem Interview:

„Ustaše su bili veoma dobri momci. Nimalo naivni, kao što su neki pričali, ali ih je bilo i drogiranih. Kad ih uhvatiš, međutim, mnogi su plakali i molili. Ove zavoje što vidite po zglobovima… To nije rana, otekli su mi zglobovi dok sam ih tukao, obične kukavice. A bilo ih je iz svih krajeva Hrvatske, iz Zagreba, Samobora, Našica, Vukovara, a najžešći su bili oni iz Hercegovine. Našli smo i jednog snajperistu Francuza, nekakve crnce i Šiptare. Ipak, među njima je bilo razlike. MUP-ovci su se htjeli predati, oni su se i drugačije ponašali. Zenge, ti plaćenici, oni su tjerali do kraja.“

„Die Ustaschas [HOS-Männer] waren sehr gute Jungs. Überhaupt nicht naiv, wie einige gesagt haben, aber sie wurden unter Drogen gesetzt. Wenn man sie jedoch gefangen nimmt, weinen und beten viele. Diese Verbände, die du an meinen Handgelenken siehst… Es ist keine Wunde, meine Gelenke sind geschwollen, als ich sie schlug, die gewöhnlichen Feiglinge. Und sie kamen aus ganz Kroatien, aus Zagreb, Samobor, Našice, Vukovar, und die härtesten waren die aus der Herzegowina. Wir fanden auch einen französischen Scharfschützen, ein paar Schwarze und einen Schiptar. Trotzdem gab es Unterschiede zwischen ihnen. Die MUP-Männer [Polizisten] wollten sich ergeben, und sie verhielten sich anders. Die Zenge [Nationalgardisten], diese Söldner, haben bis zum Ende gekämpft.“

Nicolliers Überreste wurden nie gefunden. Über den Verbleib der Leiche wurde durch kroatische Medien spekuliert.

## Gedenken

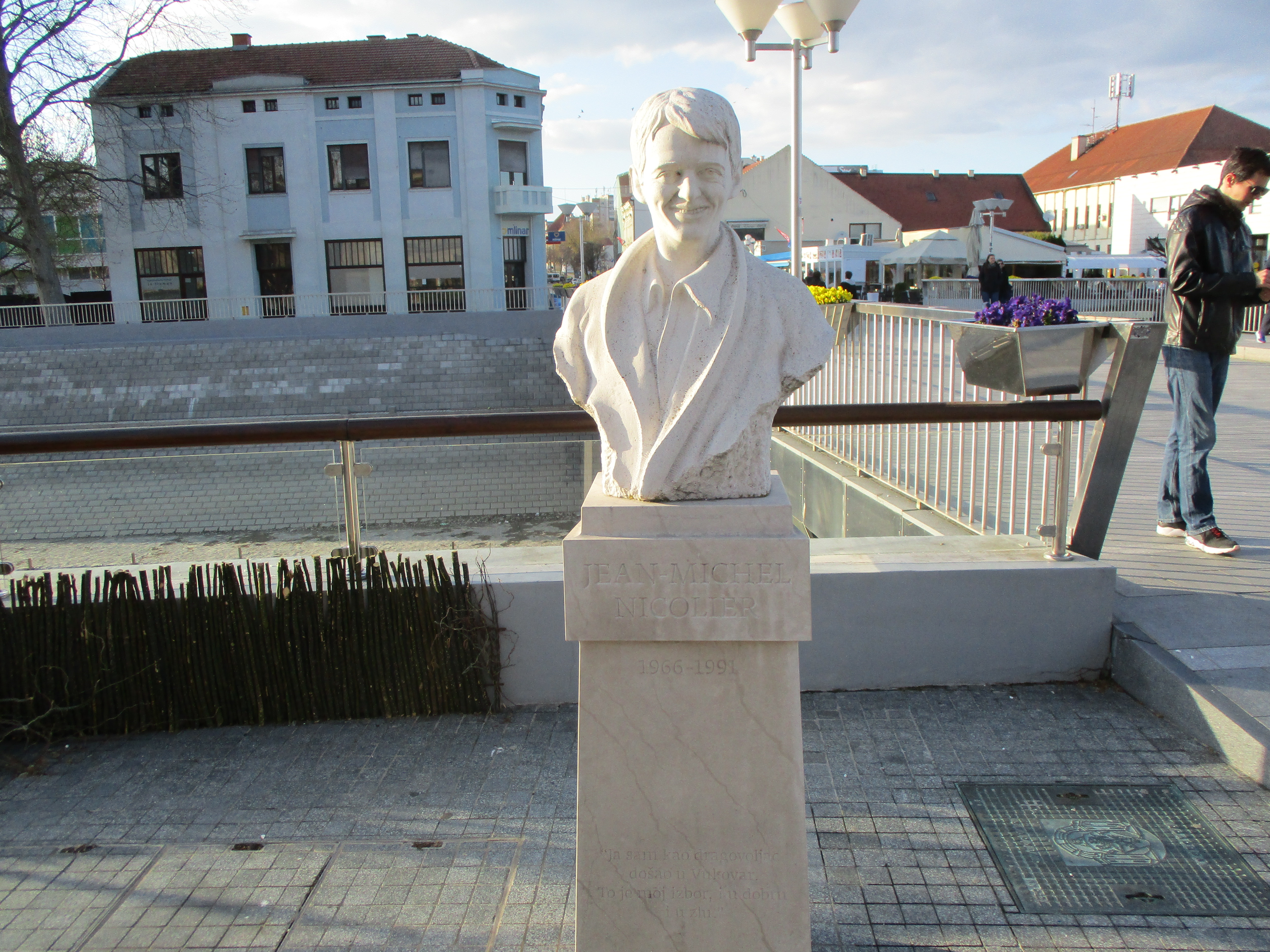
Büste von Nicollier vor der nach ihm benannten Brücke in Vukovar (Juli 2021).

Posthum wurde Nicollier am 15. November 2006 mit einer Gedenktafel in Vukovar geehrt.
Im Jahre 2010 veröffentlichten die kroatischen Autoren Višnja Starešina und Ivan Maloča eine Dokumentation über das Krankenhausmassaker von Vukovar. In dieser wurde auch sehr detailliert über die Schicksale von Siniša Glavašević und Nicollier berichtet. Die Dokumentation wurde vom Kroatischen Rundfunk am 19. Gedenktag des Massakers erstmals ausgestrahlt.
Da Nicolliers Schicksal nach knapp zwei Jahrzehnten wieder Aufmerksamkeit erhielt, beschlossen der kroatische Kriegsveteran Antun Ivanković aus Tovarnik und die pensionierte Professorin Nevenka Nekić, den Fall zu untersuchen und nahmen u. a. Kontakt zu Nicolliers Mutter auf. Ivanković stellte fest, dass Nicollier nie in die offizielle Liste der kroatischen Veteranen aufgenommen worden war; das Kriegsveteranenministerium der Republik Kroatien trug ihn daraufhin ein.
Der Kroatische Staat zeichnete Nicollier mit dem  Orden des Nikola Šubić Zrinski aus. Nicolliers Mutter reiste mit ihrem jüngeren Sohn Paul nach Zagreb, um den Orden vom damaligen kroatischen Staatspräsidenten Ivo Josipović anzunehmen.
Im Juni 2012 veröffentlichte Nekić ein Buch über Nicollier mit dem Titel Jean ili miris smrti („Jean oder der Geruch von Tod“). Zwei Monate später traf sich Nicolliers Mutter mit dem kroatischen Kriegsveteranenminister Predrag Matić, der ihr bestätigte, dass sie Anspruch auf die Veteranenrente ihres verstorbenen Sohnes habe.
Im Mai 2013 stimmten die Bürger der Stadt Vukovar mittels elektronischer Stimmabgabe dafür, eine neuerbaute Brücke im Zentrum der Stadt Most Jean-Michela Nicoliera („Jean-Michel-Nicolier-Brücke“) zu nennen.